# Cynanchum pachycladon
Cynanchum pachycladon är en oleanderväxtart som beskrevs av Choux. Cynanchum pachycladon ingår i släktet Cynanchum och familjen oleanderväxter. Inga underarter finns listade i Catalogue of Life.